# Písečná (Ústí nad Orlicí-i járás)
Písečná település Csehországban, az Ústí nad Orlicí-i járásban. Písečná Hejnice, Hnátnice, Letohrad, Dlouhoňovice, Žampach és Lukavice településekkel határos. Lakosainak száma 575 fő (2024. január 1.).

## Népesség
A település lakosságának változását az alábbi diagram mutatja:
| Lakosok száma | 662  | 657  | 522  | 395  | 318  | 438  | 546  | 572  | 571  | 575  |
|               | 1869 | 1890 | 1921 | 1950 | 1980 | 2001 | 2017 | 2019 | 2022 | 2024 |